# Zajas
Zajas (makedonska: Зајас) är en ort i Nordmakedonien. Den är belägen i kommunen Kičevo, i den västra delen av landet, 60 kilometer sydväst om huvudstaden Skopje. Zajas ligger 748 meter över havet och antalet invånare är 12 218.